# اوما، آئوموری
اوما، آئوموری (به لاتین: Ōma, Aomori) یک منطقهٔ مسکونی در ژاپن است که در Shimokita District واقع شده‌است. اوما ۵۲٫۰۶ کیلومترمربع مساحت و ۵٬۵۲۱ نفر جمعیت دارد.